# Stella Glow
Stella Glow è un videogioco di ruolo per il Nintendo 3DS, sviluppato da Imageepoch e distribuito il 4 giugno 2015 in Giappone da SEGA, il 17 novembre 2015 nel Nord America da Atlus e l’11 marzo 2016 in Europa e Australia da NIS America. È localizzato in inglese ed è l’ultima produzione da parte di Imageepoch, che ha cessato l’attività per bancarotta.

## Trama
Alto è un giovane cacciatore affetto da amnesia che vive nel villaggio di Mithra, insieme all’amica Lisette e alla madre di quest’ultima, in un mondo dove, come punizione divina per l’arroganza del genere umano, la musica manca da millenni e nessuno è più in grado di cantare a parte le Streghe, esseri sovrannaturali dotati di poteri magici.

Una mattina Alto viene svegliato da una voce che proviene dal bosco e si dirige verso la fonte da cui essa proviene, scoprendo una donna vestita di nero e con un grande cappello a punta che si presenta col nome di Hilda e che gli intima di lasciare immediatamente Mithra. Quando torna al villaggio, Alto scopre che uno degli abitanti è stato tramutato in un cristallo.

Il giorno successivo Hilda appare al villaggio e Alto le chiede di salvare l’abitante cristallizzato con la sua magia. Lisette, sentendo come si chiama, la riconosce: è la Strega della Distruzione. A quel punto, Hilda ammette di essere stata lei ad aver trasformato l’abitante con la sua Canzone della Rovina e si accinge a fare lo stesso con l’intero villaggio, risparmiando Alto e Lisette che assistono impotenti alla cristallizzazione. Mentre Lisette si dispera, Alto tenta di attaccare Hilda, ma viene ostacolato da Dante, uno dei seguaci di Hilda, e i due si scontrano. Prima che Dante possa sferrare il colpo di grazia, Lisette viene avvolta da delle fiamme nere e il ciondolo che porta al collo – regalo di compleanno da parte di Alto – sparisce dentro il suo petto; Alto corre in suo aiuto grazie a dei poteri ottenuti da una voce misteriosa e Lisette diventa così una Strega, affiancandolo nella battaglia.

Nel momento in cui Hilda comincia a cantare di nuovo la Canzone della Distruzione, l’arrivo di un manipolo di cavalieri la costringe a ritirarsi. Il comandante dei cavalieri, Klaus, si presenta ad Alto e Lisette e, insieme agli abitanti cristallizzati, li porta alla capitale del regno di Regnant: Lambert.

Mentre gli abitanti vengono portati in una struttura apposita per le vittime della cristallizzazione, Alto e Lisette vengono condotti al cospetto della regina Anastasia, la quale chiede il loro aiuto per trovare le altre tre Streghe rimanenti e annullare così la cristallizzazione dovuta alla magia di Hilda, dando vita al 9º Reggimento, un corpo speciale dei cavalieri di Regnant, e affidandolo al comando di Klaus.

## Personaggi

### Streghe
Ragazze dotate di poteri magici e capaci di cantare, devono le loro straordinarie abilità a speciali gemme chiamate Qualia, che possono trasformare comuni esseri umani in Streghe. Le Streghe sono:

- Lisette

La Strega dell’Acqua, amica di Alto e proveniente dal remoto villaggio di Mithra.

Età: 17 anni.

Arma: scettro.
- Popo

La Strega del Vento che vive vicino alla città portuale di Port Noir con un maialino di nome Bubu.

Età: 15 anni.

Arma: arco.
- Sakuya

La Strega del Fuoco, originaria di Amatsu, una terra dell’estremo oriente, che ricopre il ruolo di sacerdotessa incaricata di sedare il vulcano Gohra con il suo canto.

Età: 17 anni.

Arma: katana.
- Mordimort

La Strega della Terra che vive in mezzo al deserto nella città di Kashmistan.

Età: 16 anni.

Arma: quattro fucili.
- Hilda

La Strega della Distruzione e capo di un’organizzazione nota come “Harbingers”.

Età: ignota

Arma: falce.

### Alleati
Ad accompagnare Alto nella sua missione come membro del 9º Reggimento, oltre alle Streghe dei quattro elementi, ci sono:

- Klaus

Comandante dei cavalieri di Regnant e del 9º Reggimento.

Età: 25 anni.

Arma: lancia.
- Archibald

Membro del 9º Reggimento e ventottesimo capo della sua prestigiosa famiglia.

Età: 32 anni.

Arma: guanto d'arme con scudo.
- Rusty

Membro del 9º Reggimento e amante delle donne e degli alcolici.

Età: 24 anni.

Arma: pugnale
- Ewan

Un prodigioso mercante che a dieci anni ha fondato una propria ditta, la Ewan Inc., e che è stato scelto come rappresentante dell'Associazione dei Mercanti.

Età: 13 anni.

Arma: fucile.
- Nonoka

Una shinobi al servizio di Sakuya che nasconde il proprio volto con una scatola di cartone.

Età: 18 anni.

Arma: pugnale.
- Keith

Un mercenario che inizialmente ostacola il 9º Reggimento durante la ricerca della Strega della Terra, per poi unirsi al gruppo.

Età: 21 anni.

Arma: arco.
- Veronica

Una geniale ed eccentrica ricercatrice, esperta di Streghe e di tutto ciò che le riguarda.

Età: 24 anni.

Arma: verga.

### Nemici
In aggiunta ai vari mostri affrontabili lungo la strada, vi sono:

- Hrodulf

Membro degli Harbingers che è stato il precedente capitano dei cavalieri di Regnant.

Età: 41 anni.

Arma: ascia.
- Dante

Membro degli Harbinger fedele a Hilda.

Età: 18 anni.

Arma: lancia.
- Dorothy

Membro degli Harbingers, è una bambina temuta per la sua motosega e nota come la Burattinaia o “Dorothy la Squartatrice”.

Età: 11 anni.

Arma: motosega.
- Giselle

Un angelo artificiale che esegue gli ordini di un misterioso padrone.

## Ambientazione
Stella Glow è ambientato in un mondo che ha attraversato tre grandi ere: l’era preistorica, l’era di Elc e il presente, quella in cui si svolgono gli eventi del gioco.

Nell’era preistorica – 5000 anni prima –, la civiltà umana era molto sviluppata e aveva raggiunto l’apice del progresso scientifico, al punto tale da fare una scoperta stupefacente: un sistema che poteva convertire l’energia emotiva in energia fisica. Tale sistema divenne la base per ciò che nel presente del gioco viene chiamata magia. Le canzoni furono usate per estrarre le emozioni, ma gli esseri umani – chiamati technolomies – cominciarono a uccidersi a vicenda con la magia per motivi egoistici, dando così inizio a una guerra. Dopo anni trascorsi a cantare per uccidere e a uccidere per cantare, gli esseri umani si stancarono della guerra infinita che avevano generato con le proprie mani e cominciarono a desiderare in maniera inconscia di morire. Questo desiderio di morte, insieme a tutte le emozioni negative accumulate durante la guerra, si manifestò in un’immensa energia emotiva che, trasformata in magia, portò alla creazione di una gigantesca Qualia, la luna, che privò l’umanità del potere delle canzoni e distrusse la civiltà dei technolomies.

Durante l’era di Elc – 1000 anni prima –, fu fondato il regno di Regnant e la gente venerava il dio che abitava sulla luna. Ma più il regno prosperava, più la fede delle persone diminuiva, e ciò provocò la reazione del dio, che mandò degli angeli sulla terra per punire gli infedeli. Per salvare il regno e l’umanità, un ragazzo di nome Elcrest si recò sulla luna e diede la propria vita, venendo così ricordato come eroe e dando il nome all’era.

Nel presente del gioco, la geografia del mondo è cambiata: il regno di Regnant rimane un punto focale e centrale insieme alla capitale Lambert, ma è circondato da altri paesi. Essi sono:

- Hildegaria

Impero fondato dalla Strega Hilda e situato nelle gelide terre del nord, la cui capitale è Fahrenheit;

- Port Noir

Città portuale situata nella regione dell’estremo sud;

- Amatsu

Capitale della regione situata ai piedi del vulcano Gohra a est;

- Kashmistan

Capitale della regione situata nel deserto dell’ovest.

## Modalità di gioco
La storia progredisce a capitoli e ciascuno di essi si divide a sua volta in due parti: “Free Time” e “Mission Time”. Una volta completate tutte le sezioni del capitolo, esso termina e diventa possibile salvare, prima di procedere automaticamente al successivo.

### Free Time
In Free Time, il giocatore ha a disposizione tre punti azione da spendere liberamente all’interno della città di Lambert, la quale offre diversi posti visitabili:

- La caserma dei cavalieri

Qui è possibile parlare coi propri compagni di squadra e migliorare il rapporto che si ha con loro, sbloccando delle nuove abilità.

- La Tuning Hall

Qui è possibile armonizzare le Streghe che ne hanno bisogno, risolvendo i loro conflitti interiori e sbloccando nuovi poteri.

- La taverna dell’Orso Rosso

Qui è possibile intraprendere un lavoro part-time, scegliendone uno tra i quattro proposti, la cui paga aumenterà dopo aver intrapreso lo stesso lavoro un determinato numero di volte.

- L’armeria di Bianca

Qui è possibile vendere gli oggetti in proprio possesso o acquistarne di nuovi da equipaggiare subito o da mandare nelle scorte, che siano armi, armature, accessori od oggetti curativi.

- L’atelier di Franz

Qui è possibile vendere gli oggetti in proprio possesso, acquistare delle sfere da mandare nelle scorte o raffinare delle nuove sfere, usando i frammenti di sfera ottenibili dai nemici.

- La camera di Alto

Qui è possibile salvare la partita, visualizzare il riassunto della storia fino a quel punto e la prossima destinazione, visualizzare le impostazioni per la modalità StreetPass e scegliere di far terminare immediatamente il Free Time.

Inoltre è possibile selezionare l’opzione “Esplora”, che ogni volta manderà Alto in un luogo scelto a caso e lo farà tornare con uno o più oggetti.

A eccezione dei negozi e della camera di Alto, ogni altro posto consuma un punto azione e il Free Time termina nel momento in cui il giocatore esaurisce tutti i punti azione a disposizione.

### Mission Time
In Mission Time, il giocatore può: 

- Visitare i negozi della città di Lambert per fare scorte, comprare o vendere l’equipaggiamento;
- Potenziare le proprie armi con le sfere;
- Andare nella camera di Alto per salvare la partita, visualizzare il riassunto degli eventi e la prossima destinazione.

È anche possibile, una volta usciti da Lambert, muoversi sulla mappa e affrontare delle battaglie opzionali segnalate da un mostro azzurro, in un luogo che cambia ogni volta; a volte vi sono anche dei mostri più grandi e rossi sulla mappa, che richiedono un certo numero di monete di gioco del Nintendo 3DS per poter essere affrontati.

Il Mission Time termina solo quando il giocatore ha affrontato la battaglia connessa alla storia, segnalata sulla mappa da un pallino rosso.

### Combattimenti
All’inizio di ogni combattimento vengono mostrate le condizioni di vittoria e le condizioni di sconfitta, che possono variare da battaglia a battaglia, ed è richiesto al giocatore di scegliere quali unità disporre sul campo.

Ogni personaggio, mostro o nemico può agire soltanto nel proprio turno, durante il quale è possibile muoversi, attaccare e usare oggetti. Se un’unità finisce il proprio turno senza aver agito, il suo prossimo turno arriverà prima, mentre un’unità che esegue un attacco potente riceverà il prossimo turno più tardi. Inoltre, quando termina il turno di un personaggio, il giocatore deve scegliere la direzione in cui farlo voltare, perché essa va a influenzare il danno che riceve dagli avversari: normale di fronte, più preciso e difficile da schivare ai lati e critico o maggiorato alle spalle. Gli stessi effetti, dovuti alla direzione, si applicano nel momento in cui il personaggio deve attaccare il nemico.

Il movimento avviene scegliendo lo spazio in cui mandare il personaggio, evidenziato da un quadrato azzurro. Ogni personaggio si sposta in maniera diversa, perché è influenzato dal numero di passi che può fare, dal tipo di terreno e dalla presenza di ostacoli che possono essere più o meno superati.

Se è presente un nemico nel raggio d’azione, è possibile attaccarlo e, prima di confermare l’attacco, vengono mostrati gli HP – Hit Points – e gli SP – Skill Points – attuali delle due parti coinvolte e anche la percentuale di riuscita dell’attacco con il danno che causa, in modo tale da avere una previsione sull’esito dello scontro. È possibile attaccare anche con un’abilità, consumando una quantità di SP che varia in base alla potenza, che causa dei danni maggiori rispetto a un attacco standard. Nel caso delle Streghe, esse possono utilizzare come abilità anche le loro canzoni, ognuna delle quali ha un effetto diverso e richiede un numero differente di punti, ottenibili riempiendo l’indicatore “Song Stone Gauge”, per essere usate.

L’indicatore Song Stone Gauge si riempie in tre circostanze:

- Quando un’unità alleata attacca un’unità nemica;
- Quando un’unità alleata sconfigge un’unità nemica;
- Quando un’unità alleata viene sconfitta.

Un fattore che influisce sul danno inflitto o ricevuto è la debolezza elementare. Mentre Alto e i suoi alleati non hanno alcuna affinità e quindi nessuna specifica debolezza o resistenza, certi nemici e le Streghe – esclusa Hilda – sono associati a uno dei quattro elementi. Nello specifico:

- Acqua

Elemento associato a Lisette, la Strega dell’Acqua, è resistente contro il fuoco, ma debole contro la terra;
- Aria

Elemento associato a Popo, la Strega dell’Aria, è resistente contro la terra, ma debole contro il fuoco;
- Fuoco

Elemento associato a Sakuya, la Strega del Fuoco, è forte contro il vento, ma debole contro l’acqua;
- Terra

Elemento associato a Mordimort, la Strega della Terra, è forte contro l’acqua, ma debole contro il vento.

Sconfiggendo i nemici, a volte si ricevono degli oggetti e si ottengono sempre dei punti d’esperienza, che servono per far aumentare il livello del personaggio quando ne sono accumulati cento. Salendo di livello, vengono ripristinati gli HP e gli SP, aumentano i parametri e, in base al livello raggiunto, si ottengono delle nuove abilità.

I parametri che aumentano a ogni nuovo livello acquisito sono:

- PATK (Physical Attack): attacco fisico

Aumenta il danno provocato dagli attacchi fisici;
- MATK (Magic Attack): attacco magico

Aumenta il danno provocato dagli attacchi magici;
- PDEF (Physical Defense): difesa fisica

Riduce il danno provocato dagli attacchi fisici;
- MDEF (Magic Defense): difesa magica

Riduce il danno provocato dagli attacchi magici;
- AGI (Agility): agilità

Aumenta il tasso di precisione ed evasione per gli attacchi fisici e influenza l’ordine dei turni;
- LUCK: fortuna

Aumenta il tasso di precisione ed evasione per gli attacchi magici e aumenta anche il tasso di probabilità degli attacchi critici.

Alla fine della battaglia vengono mostrati i risultati, rappresentati dai soldi ed eventuali oggetti ottenuti.

### Tuning
Alto, grazie al suo potere di “Conductor” (conduttore), può ricorrere al Tuning, ogni volta che fortifica il suo legame con una Strega e appaiono delle catene del cuore (heart chains) che impediscono l’aumento di affinità con la Strega in questione durante una conversazione nel Free Time.

Il Tuning avviene nella Tuning Hall gestita da Medea, la musicista della corte reale, e consiste nell’accedere al cuore della Strega per purificare il suo Qualia dalle emozioni negative, entrando così in contatto con i suoi pensieri più profondi, timori, paure e insicurezze.

Ogni Tuning prevede una battaglia contro dei mostri e, a volte, contro l’ombra della Strega stessa, con delle condizioni di vittoria e di sconfitta che cambiano da un Tuning all’altro. Una volta portata a termine con successo la battaglia, il Tuning è completo e l’affinità con la Strega aumenta, salendo al livello successivo, e si sbloccano nuove canzoni da usare in battaglia, insieme a delle abilità di supporto. Nel caso di sconfitta, Alto viene espulso dal cuore della Strega e il giocatore dovrà spendere un altro punto azione per poter ripetere il Tuning dall’inizio.

## Colonna sonora
Della colonna sonora per le battaglie e i background si è occupato Yasunori Mitsuda insieme a Shunsuke Tsuchiya, mentre la canzone d’apertura – Hikari no Metamorphosis – del gioco è cantata da Konomi Suzuki, scritta da Aki Hata, composta e arrangiata da Yusuke Shirato e dalla Kadokawa Corporation.

Le canzoni cantate dalle Streghe sono le seguenti:

- To the sea (Densetsu no umie) di Lisette.

Cantata da Yoshino Nanjyou, scritta da Ayune Uezono, composta e arrangiata da Toshinori Orikura;
- Levia di Lisette.

Cantata da Yoshino, scritta da Reiko Takahashi, composta e arrangiata da Eiichiro Yanagi;
- Rusty Key (Sabitsuita Kagi) di Popo.

Cantata da Maaya Uchida, scritta da Noriko Saito, composta da a.p e arrangiata da Masahiro;
- Lightning Shower di Popo.

Cantata da Maaya Uchida, scritta da Noriko Saito, composta e arrangiata da Toraboruta;
- Cherry Blossom (Aizakura) di Sakuya.

Cantata da Yui Sakakibara, scritta da Suzuka Nakahara, composta da Shinpei Nozaki e arrangiata da Dani;
- Fiery Night (Raika Raiya) di Sakuya.

Cantata da Yui Sakakibara, scritta da Ayune Uezono, composta e arrangiata da Toraboruta;
- Reddened Galaxy (Akai Ginga) di Mordimort.

Cantata da Emi Nitta, scritta da Ayune Uezono, composta e arrangiata da Nobu Rodriguez;
- Labyrinth di Mordimort.

Cantata da Emi Nitta, scritta da Mineko Yamamoto, composta e arrangiata da Toru Horasawa;
- Ice World di Hilda.

Cantata da Yukari Tamura, scritta da Reiko Takahashi, composta e arrangiata da Nobu Rodriguez;
- Blazing Light (Meianwo Waru Hikari) di Hilda.

Cantata da Yukari Tamura, scritta da Ayune Uezono, composta e arrangiata da Mitsuhiro Tabata.

La canzone presente durante i titoli di coda è intitolata “Norben Deil Red Reief” ed è cantata dalle voci delle Streghe: Yoshino Nanjyou (Lisette), Maaya Uchida (Popo), Yui Sakakibara (Sakuya), Emi Nitta (Mordimort) e Yukari Tamura (Hilda). Il testo è scritto da Reiko Takahashi ed è composta e arrangiata da Mitsuhiro Tabata.

Nell’edizione di lancio è presente un CD intitolato “Stella Glow: Song Magic” che comprende cinque canzoni delle Streghe:

- To the sea (Densetsu no umie)
- Rusty Key (Sabitsuita Kagi)
- Cherry Blossom (Aizakura)
- Reddened Galaxy (Akai Ginga)
- Ice World

## Accoglienza
Stella Glow è stato accolto in maniera positiva con una valutazione di 7.4 da IGN e di 8.5 da Multiplayer.it, che come pro hanno entrambi indicato la caratterizzazione dei personaggi e il sistema semplice e funzionale del gioco, mentre tra i contro ci sono la mancanza della localizzazione in italiano e l’Intelligenza Artificiale non brillante.